# Cartierul Combinat, Făgăraș

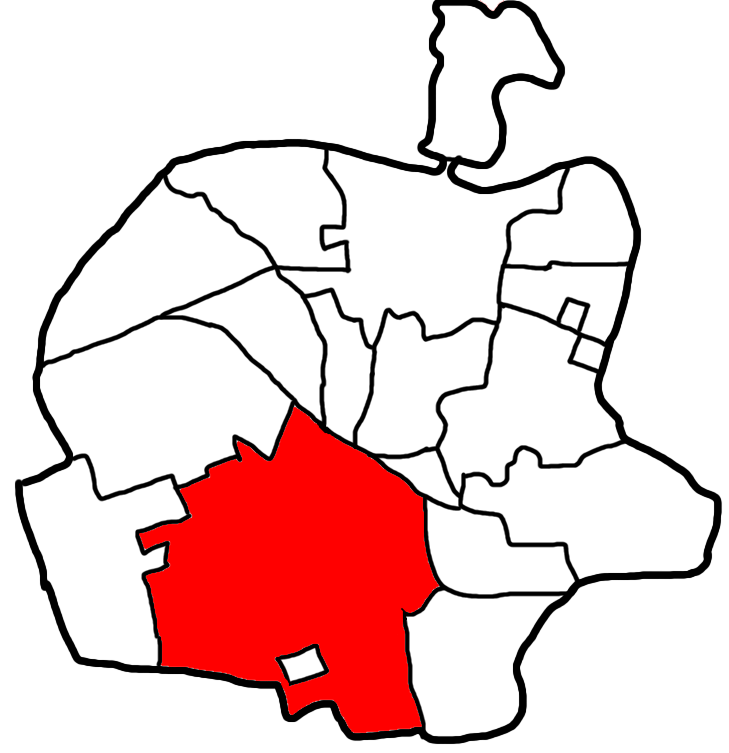
Cartierul Combinat pe harta Făgărașului.

Combinat este un cartier al Municipiului Făgăraș din județul Brașov, Transilvania, România.